# Zwarte emoe
De zwarte emoe (Dromaius novaehollandiae minor) is een uitgestorven vogel, een ondersoort van de emoe, soort uit de familie van de Dromaiidae (Emoes). 

## Verspreiding en leefgebied
Deze soort was endemisch op King Island, een Australisch eiland ten noordwesten van Tasmanië.

## Externe link

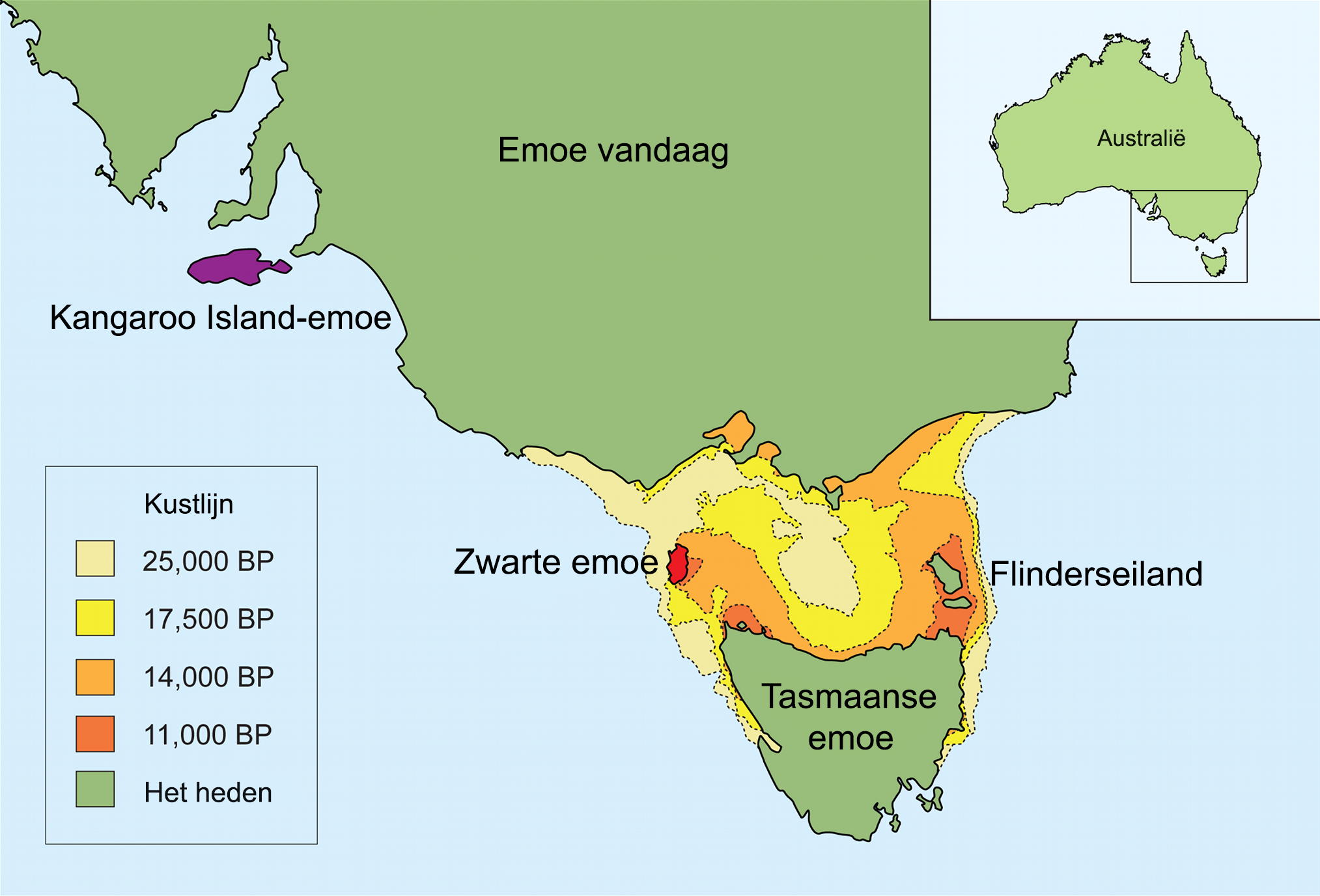
Verspreidingsgebied van de emoe's